# NGC 7165
NGC 7165 (również PGC 67788) – galaktyka spiralna (Sab), znajdująca się w gwiazdozbiorze Wodnika. Odkrył ją William Herschel 6 września 1793 roku.